# Mistrzostwa Świata w Kolarstwie Torowym 2014
111. Mistrzostwa Świata w Kolarstwie Torowym 2014 − zawody sportowe, które odbyły się w dniach 26 lutego–2 marca 2014, w hali sportowej Velódromo Alcides Nieto Patiño, w kolumbijskim Cali.

## Medaliści

### Kobiety
| Konkurencja                        | Data      | Złoto                                                                          | Srebro                                                                      | Brąz                                                                     |
| ---------------------------------- | --------- | ------------------------------------------------------------------------------ | --------------------------------------------------------------------------- | ------------------------------------------------------------------------ |
| sprint drużynowy                   | 26 lutego | Niemcy Miriam Welte · Kristina Vogel                                           | Chiny Lin Junhong · Zhong Tianshi                                           | Wielka Brytania Jessica Varnish · Rebecca James                          |
| wyścig drużynowy na dochodzenie    | 27 lutego | Wielka Brytania Laura Trott · Katie Archibald · Elinor Barker · Joanna Rowsell | Kanada Laura Brown · Jasmin Glaesser · Allison Beveridge · Stephanie Roorda | Australia Annette Edmondson · Amy Cure · Melissa Hoskins · Isabella King |
| wyścig punktowy                    | 1 marca   | Amy Cure                                                                       | Stephanie Pohl                                                              | Jasmin Glaesser                                                          |
| scratch                            | 26 lutego | Kelly Druyts                                                                   | Katarzyna Pawłowska                                                         | Jewgienija Romaniuta                                                     |
| sprint indywidualny                | 1 marca   | Kristina Vogel                                                                 | Zhong Tianshi                                                               | Lin Junhong                                                              |
| omnium                             | 2 marca   | Sarah Hammer                                                                   | Laura Trott                                                                 | Annette Edmondson                                                        |
| keirin                             | 2 marca   | Kristina Vogel                                                                 | Anna Meares                                                                 | Rebecca James                                                            |
| wyścig indywidualny na dochodzenie | 28 lutego | Joanna Rowsell                                                                 | Sarah Hammer                                                                | Amy Cure                                                                 |
| 500 m na czas                      | 27 lutego | Miriam Welte                                                                   | Anna Meares                                                                 | Anastasija Wojnowa                                                       |

### Mężczyźni
| Konkurencja                        | Data      | Złoto                                                                          | Srebro                                                                          | Brąz                                                                  |
| ---------------------------------- | --------- | ------------------------------------------------------------------------------ | ------------------------------------------------------------------------------- | --------------------------------------------------------------------- |
| wyścig drużynowy na dochodzenie    | 26 lutego | Australia Luke Davison · Glenn O’Shea · Alexander Edmondson · Mitchell Mulhern | Dania Casper von Folsach · Lasse Norman Hansen · Rasmus Quaade · Alex Rasmussen | Nowa Zelandia Aaron Gate · Pieter Bulling · Dylan Kennett · Marc Ryan |
| scratch                            | 27 lutego | Iwan Kowalow                                                                   | Martyn Irvine                                                                   | Cheung King Lok                                                       |
| sprint drużynowy                   | 26 lutego | Nowa Zelandia Ethan Mitchell · Sam Webster · Edward Dawkins                    | Niemcy René Enders · Robert Förstemann · Maximilian Levy                        | Francja Grégory Baugé · Kévin Sireau · Michaël D’Almeida              |
| 1 km ze startu zatrzymanego        | 28 lutego | François Pervis                                                                | Joachim Eilers                                                                  | Simon van Velthooven                                                  |
| omnium                             | 1 marca   | Thomas Boudat                                                                  | Tim Veldt                                                                       | Wiktor Manakow                                                        |
| wyścig indywidualny na dochodzenie | 27 lutego | Alexander Edmondson                                                            | Stefan Küng                                                                     | Marc Ryan                                                             |
| sprint indywidualny                | 2 marca   | François Pervis                                                                | Stefan Bötticher                                                                | Dienis Dmitrijew                                                      |
| wyścig punktowy                    | 28 lutego | Edwin Ávila                                                                    | Thomas Scully                                                                   | Eloy Teruel                                                           |
| keirin                             | 27 lutego | François Pervis                                                                | Fabián Puerta                                                                   | Matthijs Büchli                                                       |
| madison                            | 2 marca   | Hiszpania David Muntaner · Albert Torres                                       | Czechy Martin Bláha · Vojtěch Hačecký                                           | Szwajcaria Stefan Küng · Théry Schir                                  |

## Tabela medalowa
Klasyfikacja po 19 z 19 konkurencji.
| Miejsce | Reprezentacja     |   |   |   | Razem |
| ------- | ----------------- | - | - | - | ----- |
| 1.      | Niemcy            | 4 | 4 | 0 | 8     |
| 2.      | Francja           | 4 | 0 | 1 | 5     |
| 3.      | Australia         | 3 | 2 | 3 | 8     |
| 4.      | Wielka Brytania   | 2 | 1 | 2 | 5     |
| 5.      | Nowa Zelandia     | 1 | 1 | 3 | 5     |
| 6.      | Kolumbia          | 1 | 1 | 0 | 2     |
| 6.      | Stany Zjednoczone | 1 | 1 | 0 | 2     |
| 8.      | Rosja             | 1 | 0 | 4 | 5     |
| 9.      | Hiszpania         | 1 | 0 | 1 | 2     |
| 10.     | Belgia            | 1 | 0 | 0 | 1     |
| 11.     | Chiny             | 0 | 2 | 1 | 3     |
| 12.     | Holandia          | 0 | 1 | 1 | 2     |
| 12.     | Kanada            | 0 | 1 | 1 | 2     |
| 12.     | Szwajcaria        | 0 | 1 | 1 | 2     |
| 15.     | Czechy            | 0 | 1 | 0 | 1     |
| 15.     | Dania             | 0 | 1 | 0 | 1     |
| 15.     | Irlandia          | 0 | 1 | 0 | 1     |
| 15.     | Polska            | 0 | 1 | 0 | 1     |
| 19.     | Hongkong          | 0 | 0 | 1 | 1     |